# Torbéievka
Torbéievka (en rus: Торбеевка) és un poble de l'óblast de Tula, a Rússia, segons el cens del 2010 tenia 203 habitants.